# Hypocrites werneri
Hypocrites werneri là một loài bọ cánh cứng trong họ Cerambycidae.